# Jüdischer Friedhof (Dreieichenhain)

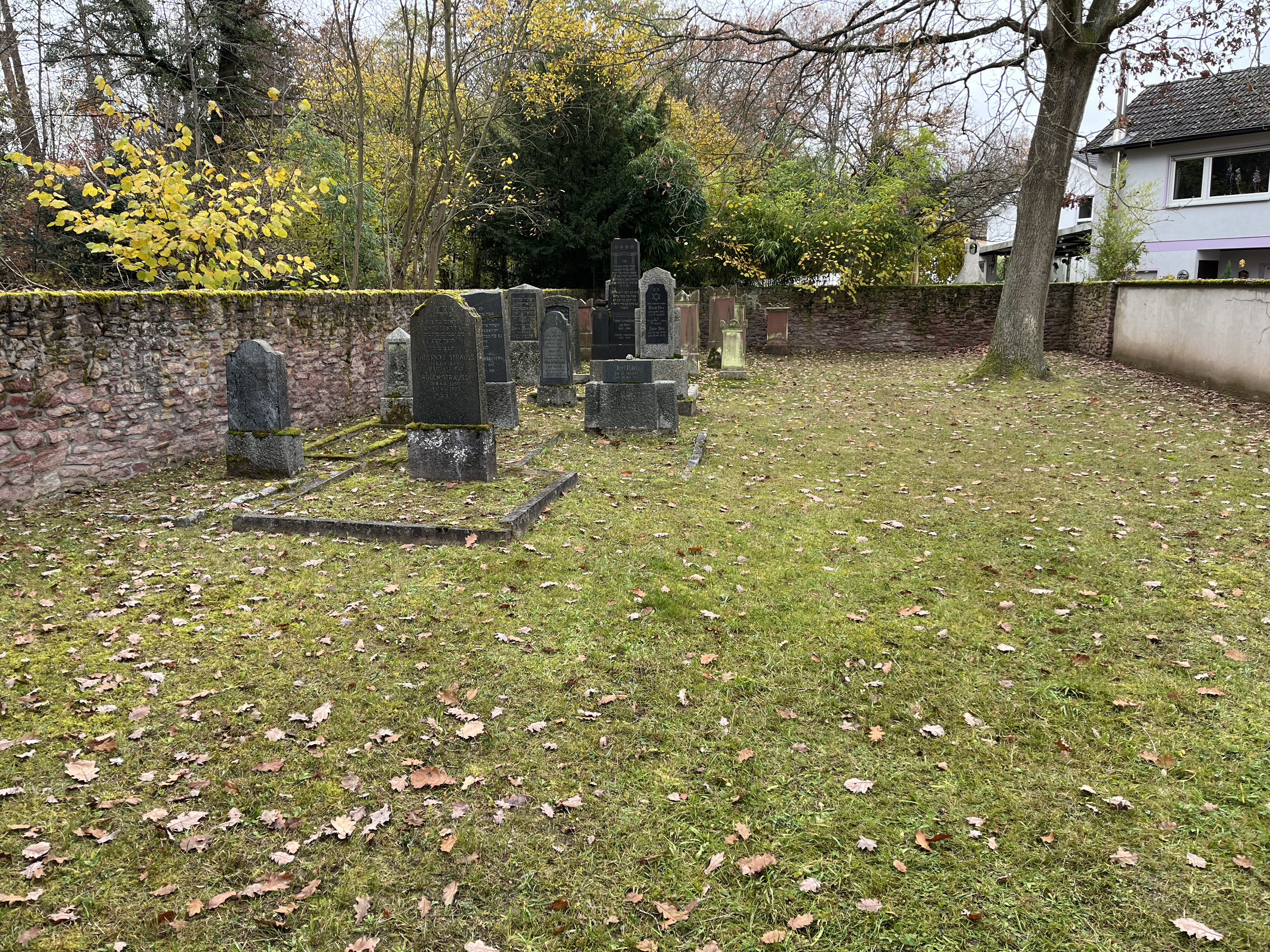

Der Jüdische Friedhof in Dreieichenhain, einem Stadtteil von Dreieich im Landkreis Offenbach in Südhessen, wurde 1875 angelegt. Der jüdische Friedhof, südwestlich der Altstadt im Wald und heute am Rand einer Neubausiedlung gelegen, ist ein geschütztes Kulturdenkmal.
Die Toten der Jüdischen Gemeinde Dreieichenhain wurden zunächst in Offenbach am Main und von 1861 bis 1875 in Sprendlingen beigesetzt. Der jüdische Friedhof in Dreieichenhain wurde auch von den Juden in Götzenhain und Offenthal belegt.
Auf dem 12,19 ar großen Friedhof fanden 1934/35 die letzten Beisetzungen statt. Heute sind noch einige Grabsteine (Mazewot) vorhanden, meistens aus Sandstein und mit zum Teil hebräischen Inschriften.    

  
Links des Eingangs ist eine Gedenktafel mit folgender Inschrift angebracht: 

„Zum Gedenken und zur Mahnung.   Hinter diesem Tor befindet sich der alte Jüdische Friedhof Dreieichenhain als stummer Zeuge dafür, dass hier jüdische Bürger über viele Jahrhunderte hinweg gelebt und gewirkt haben.  Die NS-Gewaltherrschaft 1933 bis 1945 hat diesem Leben ein Ende gemacht. Die Stadt Dreieich wahrt ihr Andenken in Ehren.“